# Пршут

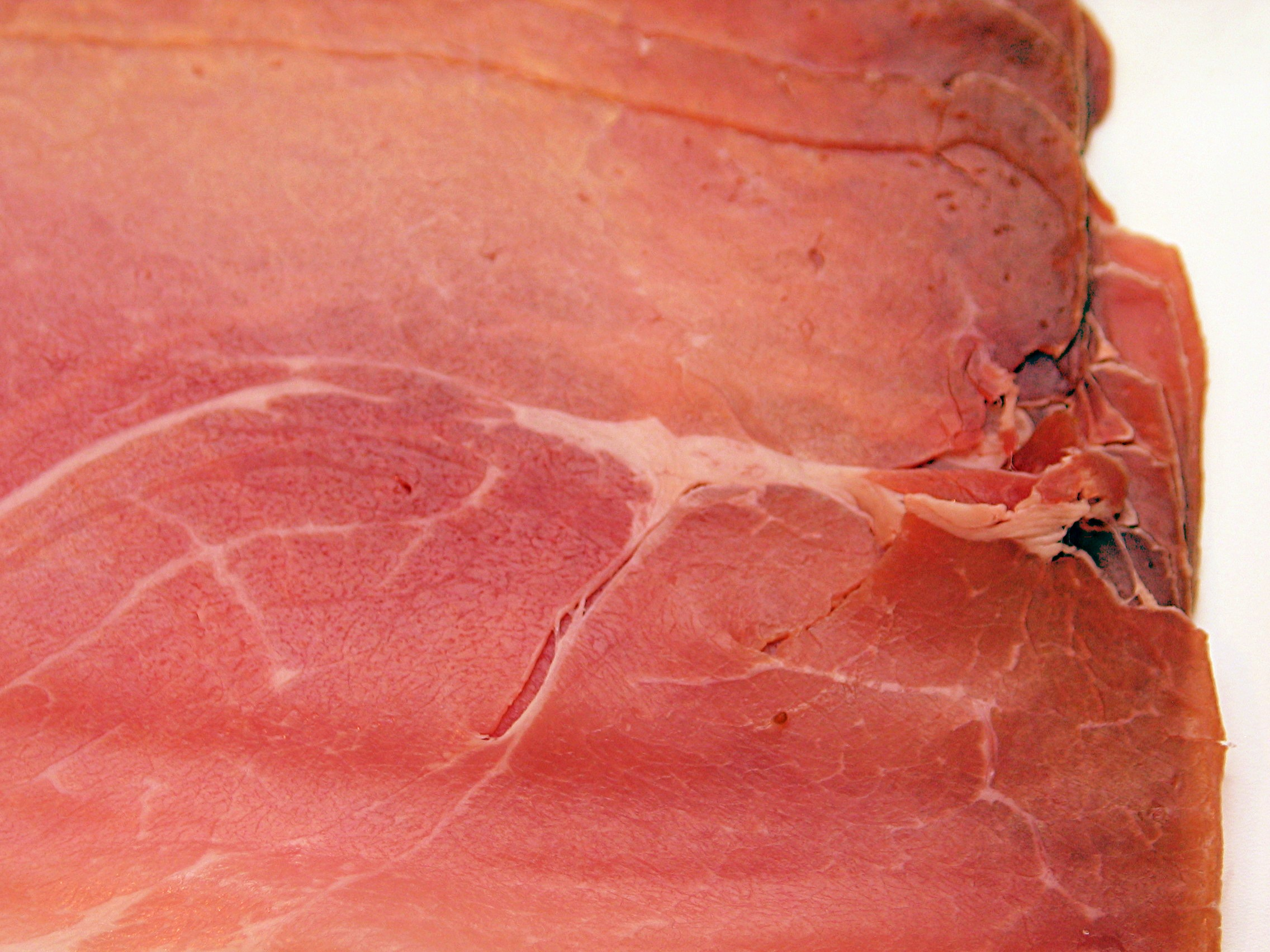
Пршут

Пршут (словен. і сербохорв. pršut) — поширений різновид в'яленої шинки, яку виготовляють у Чорногорії, Боснії та Герцеговині, Словенії (особливо у Красі та долині Віпави), Сербії та Хорватії (Далмація, острів Крк й Істрія). Роблять зі свинячого окосту, копченого на вугіллі або в'яленого на вітрі та сонці. Пршут з Далмації, Герцеговини та Сербії коптять, а зі Словенії, Істрії та Крка не коптять. У Чорногорії в гірському селі Негуші виробляють копчений чорн. Његушки пршут.
Зазвичай нарізається тонкими скибочками, сервірується з овечим сиром, оливками та цибулею, пршут подають також із динею.
У Європейському Союзі та Великій Британії мають статус захищеного географічного походження (PGI та PDO) такі види пршутів:
| Країна               | Географічний район                    | Назва             | Географічне зазначення | Рік реєстрації |
| -------------------- | ------------------------------------- | ----------------- | ---------------------- | -------------- |
| Хорватія             | частина Далмації                      | Dalmatinski pršut | PGI                    | 2016 рік       |
| Хорватія             | Шибеницько-Книнська жупанія ( Дрніш ) | Drniški pršut     | PGI                    | 2015 рік       |
| Хорватії та Словенії | частина Істрії                        | Istrski pršut     | PDO                    | 2015 рік       |
| Словенія             | частина Крас                          | Kraški pršut      | PGI                    | 2012 рік       |
| Хорватія             | Крк                                   | Krčki pršut       | PGI                    | 2015 рік       |